# Locomoção retilínea

Locomoção retilínea emuma Bitis arietans

Locomoção retilínea ou progressão retilínea é um modo de locomoção animal frequentemente associado a serpentes. Em particular, está relacionado a espécies de corpo pesado, como espécies do gênero Bitis e das famílias Pythonidae e Boidae; no entanto, a maioria das serpentes é capaz de utilizá-lo. É uma das pelo menos cinco formas de locomoção usadas por serpentes, sendo as outras a ondulação lateral [en], propulsão lateral, locomoção em sanfona e o deslizamento por impulsão. Diferentemente de todos os outros modos de locomoção de serpentes, que envolvem a flexão do corpo, na locomoção retilínea a serpente flexiona o corpo apenas ao virar.

## Biomecânica da locomoção retilínea
A locomoção retilínea depende de dois músculos opostos, o costocutâneo inferior e o superior, que estão presentes em cada costela e conectam as costelas à pele. Embora originalmente se acreditasse que as costelas se moviam em um padrão de "caminhada" durante o movimento retilíneo, estudos mostraram que as costelas em si não se movem; apenas os músculos e a pele se movem para produzir o movimento para frente. Primeiro, o músculo costocutâneo superior eleva uma seção da barriga da serpente do chão e a posiciona à frente de sua posição anterior. Em seguida, o costocutâneo inferior puxa para trás enquanto as escamas ventrais estão em contato com o solo, propelindo a serpente para frente. Essas seções de contato se propagam posteriormente, o que faz com que a superfície ventral, ou barriga, se mova em seções discretas semelhantes a "passos", enquanto o corpo geral da serpente se move continuamente para frente a uma velocidade relativamente constante.

## Usos da locomoção retilínea
Esse método de locomoção é extremamente lento (entre 0,01 e 0,06 m/s), mas também é quase silencioso e muito difícil de detectar, tornando-o o modo preferido por muitas espécies ao caçar presas. É usado principalmente quando o espaço a ser percorrido é muito restritivo para permitir outras formas de movimento. Ao escalar, as serpentes frequentemente usam a locomoção retilínea em conjunto com movimentos de sanfona para explorar características do terreno, como interstícios nas superfícies que estão escalando.
A locomoção retilínea também pode ser útil após as serpentes se alimentarem. As serpentes têm maior dificuldade em flexionar a coluna após consumir presas grandes, e o movimento retilíneo requer menor flexão da coluna do que outros tipos de locomoção.

## Em robótica
O desenvolvimento do movimento retilíneo em robótica está centrado na criação de robôs semelhantes a serpentes, que apresentam vantagens significativas sobre robôs com locomoção sobre rodas ou bípede. A principal vantagem na criação de um robô serpentiforme é que ele é frequentemente capaz de atravessar terrenos acidentados, lamacentos e complexos que muitas vezes são impeditivos para robôs com rodas. Em segundo lugar, devido aos mecanismos responsáveis pela locomoção retilínea e outras formas de locomoção serpentiforme, os robôs tendem a ter elementos motores repetitivos, o que torna o robô inteiro relativamente robusto a falhas mecânicas.